# Kap Cannon
Kap Cannon är en udde i Grönland (Kungariket Danmark). Den ligger i den norra delen av Grönland, 2 200 km norr om huvudstaden Nuuk.
Terrängen inåt land är huvudsakligen lite bergig.  Det finns inga samhällen i närheten. Trakten runt Kap Cannon är permanent täckt av is och snö.